# Oberammersricht
Oberammersricht ist ein in der Oberpfalz gelegener Weiler, der ein Gemeindeteil von Amberg ist.

## Lage
Der Ort befindet sich in der Region Oberpfälzer Jura und liegt in der nach der ehemaligen Gemeinde Ammersricht benannten Gemarkung. Oberammersricht selbst ist einer von 23 Ortsteilen der kreisfreien Stadt Amberg. Die Ortsmitte der Kernstadt liegt drei Kilometer entfernt und Ursensollen sieben Kilometer.

## Verkehr
Die Bundesstraße 299 verläuft etwas mehr als einen Kilometer westlich des Ortes und die Staatsstraße 22238 einen halben Kilometer nordwestlich davon.